# Édouard-Onésiphore Martin
Édouard-Onésiphore Martin (né le 6 septembre 1841 à Rimouski, mort le 4 novembre 1889 dans la même ville) est un homme politique canadien. Il a été député libéral de Rimouski de l'élection générale de 1886 jusqu'à sa mort.

## Biographie
Il est le fils du marchand Henry Martin et de Marie-Louise Dessein dit Saint-Pierre. Après des études au Séminaire de Québec et au Collège de Sainte-Anne-de-la-Pocatière il devient commerçant en bois et propriétaire de scieries à Métis et à Lac-Trois-Saumons.
Il entre dans la milice volontaire en 1859 et en deviendra lieutenant-colonel, il occupe également le poste d'entrepreneur lors de la construction du chemin de fer Intercolonial, de 1870 à 1874.
Frère d'Alphonse-Fortunat Martin, député à l'Assemblée législative du Manitoba de 1874 à 1879 et de 1883 à 1896, il fait le saut en politique lors de l'élection générale de 1886 sous la bannière du libéral. Reprenant le siège au député conservateur sortant Louis-Napoléon Asselin d'une courte tête (61 voix).
Il est mort en fonction le 4 novembre 1889, à l'âge de 48 ans et 1 mois. Il est inhumé à Rimouski, dans le cimetière de la paroisse Saint-Germain.

## Résultats électoraux
|                                                                                              | Nom                              | Parti        | Nombre de voix | %      | Maj. |
| -------------------------------------------------------------------------------------------- | -------------------------------- | ------------ | -------------- | ------ | ---- |
|                                                                                              | Édouard-Onésiphore Martin        | Libéral      | 1 729          | 50,9 % | 61   |
|                                                                                              | Louis-Napoléon Asselin (sortant) | Conservateur | 1 668          | 49,1 % | -    |
| Total                                                                                        | Total                            | Total        | 3 397          | 100 %  |      |
| Le taux de participation lors de l'élection était de 71,7 % et 82 bulletins ont été rejetés. |                                  |              |                |        |      |